# Шинка Ноуа (Брашов)
Шинка Ноуа (рум. Șinca Nouă) насеље је у Румунији у округу Брашов у општини Шинка Ноуа. Oпштина се налази на надморској висини од 539 m.

## Становништво
Према подацима из 2002. године у насељу је живело 1426 становника, од којих су сви румунске националности.